# Туже (Пижицький повіт)
Туже (пол. Turze) — село в Польщі, у гміні Пижиці Пижицького повіту Західнопоморського воєводства.
Населення — 316 осіб (2011).
У 1975-1998 роках село належало до Щецинського воєводства.

## Демографія
Демографічна структура станом на 31 березня 2011 року:
|          | Загалом | Допрацездатний вік | Працездатний вік | Постпрацездатний вік |
| -------- | ------- | ------------------ | ---------------- | -------------------- |
| Чоловіки | 162     | 37                 | 113              | 12                   |
| Жінки    | 154     | 34                 | 95               | 25                   |
| Разом    | 316     | 71                 | 208              | 37                   |